# Colt Single Action Army
El Colt Single Action Army (SAA), conegut també com a Colt Peacemaker (Pacificador), és un revòlver d'acció simple (SA,  Single Action en anglès) i tambor amb capacitat de sis cartutxos que va ser molt popular al vell oest nord-americà a la fi del segle xix. És el revòlver per excel·lència i possiblement es tracti de la primera arma curta fiable de la història.

## Història
Samuel Colt va ser el creador d'aquesta revolucionària arma per a la seva època, dissenyada inicialment per a l'exèrcit estatunidenc, que el va adoptar el 1873 com a arma reglamentària. El Peacemaker va reemplaçar el Colt 1860 i va romandre com a arma oficial de l'Exèrcit dels Estats Units fins a 1892, quan va ser reemplaçat pel revòlver Colt de doble acció (DA).
La popularitat del Peacemaker no es va limitar exclusivament al terreny militar. En pocs anys, molts dels ciutadans nord-americans van voler tenir una de les milers d'unitats fabricades per Colt. Aquest revòlver també va comptar amb un notable protagonisme en la conquesta del llunyà i salvatge Oest. En aquest sentit, el fet que utilitzés munició del mateix calibre que el fusell Winchester M1873 va ajudar a la seva popularització com a arma curta.
El Colt Peacemaker és un dels revòlvers més famosos del vell Oest, i fou utilitzat pels llegendaris Wyatt Earp i William "Bat Masterson" Barclay entre d'altres.

## Utilització al cinema
El Colt Peacemaker va ser fet servir àmpliament per la indústria cinematogràfica (que va contribuir a elevar el Peacemaker a la categoria de mite), en ser un revòlver associat a grans estrelles de la pantalla com John Wayne, Gary Cooper i Clint Eastwood. Fins i tot a Back to the Future Part III, de la saga de "Retorn al futur", recreada en el llunyà Oest, un venedor d'armes regala un Peacemaker al personatge de Michael J. Fox perquè l'utilitzi en un duel contra "Mad Dog Tannen" interpretat per l'actor Thomas Wilson. També és el revòlver que utilitza el personatge del famós vídeojoc Metal Gear, Revolver Ocelot.